# 密西沙加巴士快速交通系統
密西沙加巴士快速交通系統（英語：Mississauga Transitway）是加拿大安大略省皮爾區密西沙加市的巴士快速交通系統（BRT），全長約18公里，由西至東連接溫斯頓·邱吉爾大道站（Winston Churchill Boulevard）和聯福站（Renforth），沿線設有12個車站。項目於2010年8月動工，首階段介乎曉倫大略街（Hurontario Street）和狄斯道（Dixie Road）的路段於2014年11月開通，餘下路段則於2016年-2017年間啓用。
項目工程由密西沙加市政府和都市連通轄下的GO運輸公司聯手負責，而系統中的巴士專用道路亦將由密市政府轄下的密西沙加交通局和GO運輸共同派遣巴士行駛。此外，GO運輸公司長遠計劃設置一條貫穿大多倫多地區，連接西面奧克維爾和東面皮克靈的BRT系統，而密西沙加巴士快速交通系統亦將構成該系統的重要一環。

## 概況
密西沙加巴士快速交通系統的走線由兩段巴士專用道路以及403號高速公路上的巴士准用路肩組成。系統的西端終點設於403號公路和溫斯頓·邱吉爾大道交匯處的西北角，自此沿1.5公里長，在403號公路北面平行的西段巴士專用道路往東伸延至愛連妙斯園林路（Erin Mills Parkway）。巴士自此改在403號公路上的路肩往東運行至美維斯道（Mavis Road），在此離開403號公路並沿中景路（Centre View Drive）和華富賓道（Rathburn Road）貫穿密西沙加市中心。巴士在曉倫大略街以東改往東段巴士專用道路運行；該路段與403號公路平行至哥富拿道（Cawthra Road），之後改沿東門園林路（Eastgate Parkway）和艾靈頓大道往東伸延至聯福徑（Renforth Drive）為止。
BRT系統旗下的部分路線自此駛進多倫多市的管轄範圍，並繼續沿427號高速公路和登打士街運行至多倫多公車局（TTC）的基柏齡站，在此與多倫多地鐵布魯亞－丹佛線交匯。密西沙加BRT初期將使用該站固有的TTC巴士停車處，但該站一帶在往後年間將增設密西沙加BRT的專用車站，暫定於2019年啓用。

## 歷史

### 背景
20世紀中後期，多倫多地區人口增長迅速，而緊貼當時大多倫多市（即現多倫多市）西部邊界的密西沙加亦發展成當地的主要衛星城鎮之一，密西沙加遂於1968年正式建制為鎮。鎮政府隨之計劃在般咸圖道（Burnhamthorpe Road）、安大略10號省道（後來被取消省道資格並改稱曉倫大略街）和擬建的403號高速公路走線一帶建設市鎮中心地區，而大型商場一號廣場購物中心亦在這帶落戶。為了迎合該帶日後發展，密西沙加規劃部門早於1970年發表的交通規劃研究報告已提出在曉倫大略街、狄斯道和403號公路三條走廊預留通道作未來發展公共交通系統之用。1978年，省政府内閣通過在當時興建中的403號公路密西沙加段旁邊預留空間，供水電公司鋪設架空電纜及方便日後在此設立公共交通系統。
密西沙加於1974年改制為市，而市政府則於1980年制定該市的官方發展大綱，當中確認將403號公路旁的空間保留作日後發展區域性公共交通系統之用。省政府於同期研究新建一條由GO運輸公司營運的區域性無人駕駛中型運載量鐵路線，從大多倫多地區西面的奧克維爾經密西沙加、北約克和士嘉堡三市中心通往東面的皮克靈，並建議將該鐵路在密西沙加市内的部分走線設於403號公路旁的預留空間。然而，安大略省政府於1985年省選中出現政黨輪替，該項目亦被上台執政的自由黨取消。

### 具體建議、擱置
另一方面，密市政府從1982年起進一步審視市内的交通發展方案，並於1985年發表《密西沙加交通研究》報告，指出市内急切需要一條與其他交通分隔的東西向公共交通系統。報告考慮了巴士快速交通系統（BRT）和輕鐵兩種模式，最終以前者建造成本較低、施工時間較短和運作上較靈活等因素而建議採用BRT方案，但同時提出日後若有需要的話可將之改建成輕鐵。走線方面，報告比較了伯納姆瑟普道、艾靈頓路和403號公路三條走廊。403號公路旁邊預留了空間，採用這條走廊的話不但能降低建造成本，還可減少工程對附近交通的滋擾，並有利市中心和一號廣場的發展。此外，這條走線較另外兩個選項遠離民居，施工期間及通車後對附近居民在噪音和景觀方面的影響亦相對較低。綜合上述及其他因素，報告結論為403號公路走線最佳。
密市政府因此著手規劃沿403號公路走線興建BRT的方案，並於1990年-91年間就項目與省政府運輸廳聯手完成環境評估。項目擬建走線西起第九線（Ninth Line），東至聯福徑（Renforth Drive）並在此與當時擬建的多倫多公車局（TTC）艾靈頓西路公共交通項目交匯，預算造價以當年金額計算為5億加元。此外，省府在1990年公佈的《同步向前》（Let's Move）發展計劃中亦承諾向包括密西沙加BRT在内的大多倫多地區公共交通項目提供撥款。
TTC艾靈頓大道西項目後來確定以地鐵模式興建，然而為了控制開支，該線首期路段的西端終點縮短至黑溪徑（Black Creek Drive），通車後初期不與密西沙加BRT交匯。另外，省議會於1995年省選後再度經歷政黨輪替，上台執政的新任進步保守黨省政府大幅削減公共交通撥款，艾靈頓西地鐵線計劃更因此胎死腹中，而密西沙加BRT項目亦不了了之。

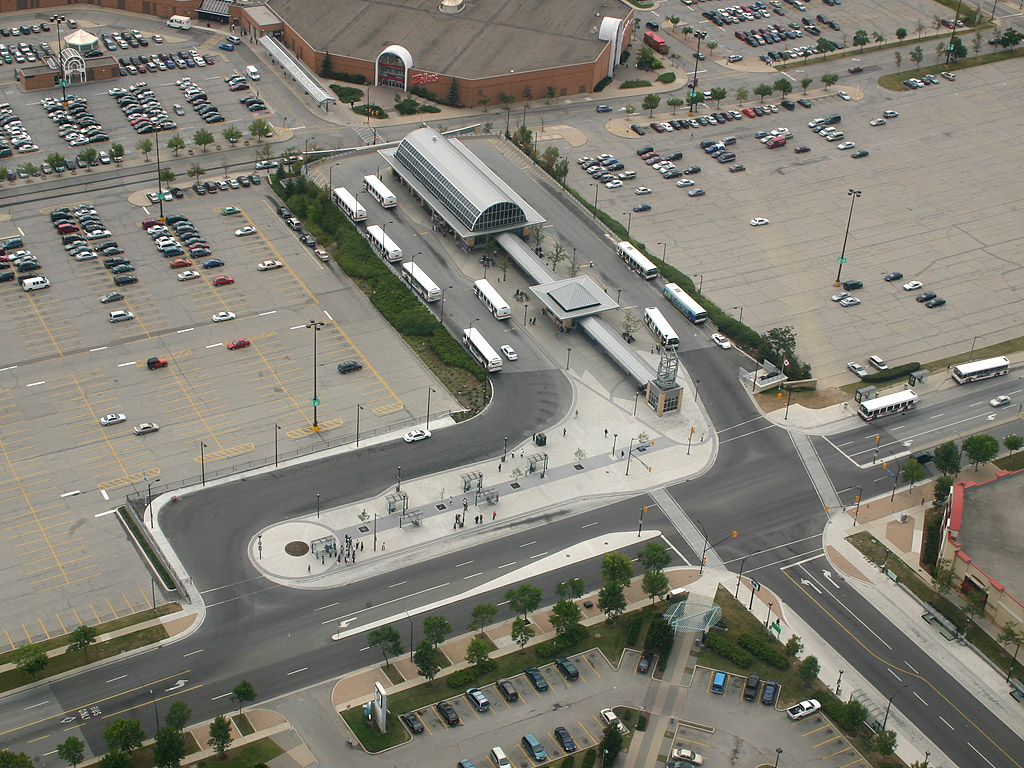
1997年啓用的密西沙加市中心巴士總站

BRT項目雖然出現阻滯，但當中小部分環節仍得以落實。項目環評報告於1993年獲安大略省環境廳通過後，市政府著手重置一號廣場購物中心對出的市中心巴士總站，並增設備有暖氣系統的候車室和210個停車換乘車位，於1997年落成啓用。市政府又聯同省政府運輸廳於1994年-95年間拓闊介乎愛連妙斯園林路（Erin Mills Parkway）和美維斯道（Mavis Road）之間的403號公路，以容許巴士在該段公路上的路肩行駛。
此外，GO運輸公司於2002年研究設置一條貫穿大多倫多地區東西兩端皮克靈和奧克維爾的BRT系統，走線與省政府於1980年代初提議興建的無人駕駛中型運載量鐵路線相若，當中密西沙加市内的路段建議與密西沙加BRT共構。此建議確定了密市BRT項目對大多倫多地區整體交通網絡的重要性，並為GO運輸公司日後參與發展此項目埋下伏線。403號公路上述路段的路肩從2003年起允許GO運輸公司的巴士行駛，讓巴士在繁忙時段來回該兩處地點時最多可節省10分鐘行車時間。此措施實行後，行駛該路段的GO巴士線乘客量從每天4000人次激增至12000人次。

### 落實興建
BRT項目擱置多年後，終在2000年代中重見天日。時任省長麥堅迪領導下的自由黨省政府率先於2006年宣佈向密西沙加市政府撥款6300萬加元作興建BRT系統之用，再於2007年公佈《驅動安大略2020》計劃（MoveOntario 2020），就包括密西沙加BRT項目在内的多項大多倫多地區公共交通拓展項目提出初步融資方案。省府其後再向項目當中由GO運輸公司負責的環節注資4800萬元。此外，聯邦政府亦於2007年3月答允向密西沙加BRT項目撥款，並於2008年2月與密市政府正式簽署協議書，向後者提供8300萬元撥款興建BRT項目。
項目於2007年的預算總造價為2億5900萬元，當中省府和聯邦政府提供的撥款總值1億7300萬元，而餘下金額則由密市政府自行籌措。然而，市政府職員於2008年11月指出項目中的橋樑和護土牆建造工程以及石油和天然氣輸送管重置工序造價上升，項目總開支亦因此上漲至3億2600萬元。
密市政府與GO運輸公司在1993年獲安大略省環境廳通過的BRT項目環評報告中加入附錄，並於2009年6月將之呈交環境廳審批。兩者其後再修訂該附錄，並於2010年4月將之呈交環境廳作最後檢閲和裁決。環境廳於同年7月通過該修訂附錄，而密西沙加市議會則於同年8月批出項目首份工程合約。系統的東段巴士專用道路於2010年8月動工，而西段巴士專用道路工程則於2013年11月展開。GO運輸公司負責興建西段巴士專用道路、東段巴士專用道路的小部分路段（介乎曉倫大略街和哥富拿道）以及聯福門廊站，而項目餘下路段則由密市政府負責。東段巴士專用道路的開幕儀式於2014年11月10日舉行，並於同月17日正式投入服務。愛連妙斯站於2015年9月啟用，而東段巴士專用道路則於2016年2月伸展至怡陶碧谷溪站。溫斯頓·邱吉爾站於2017年1月投入服務，而東段巴士專用道路則於同年5月伸展至奧比特站，再於同年11月東延至聯福站。

## 車站
密西沙加巴士快速交通系統的車站由西至東如下：
| 車站英文名稱 | 車站中文譯名 （非官方） | 啟用日期       | GO運輸巴士線 停靠站 | 停車換乘                 | 臨時停車接送區     | 巴士可在此站 進出其他道路 | 附注                                                                                      |
| ------------ | ----------------------- | -------------- | ------------------- | ------------------------ | ------------------ | ------------------------- | ----------------------------------------------------------------------------------------- |
|              | 溫斯頓·邱吉爾站         | 2017年1月2日   | X                   | 300個車位                | X                  | X                         |                                                                                           |
|              | 愛連妙斯站              | 2015年9月7日   | X                   | 300個車位                | X                  | X                         | - 經403號公路的高乘載車道和巴士准用路肩通往市中心站                                       |
|              | 市中心站                | 1997年11月     | X                   | 200個車位                |                    | X                         | - 區域性公共交通交匯處 - 接駁賓頓市快速公交緬街線 - 日後可能接駁擬建的曉倫大略-緬街輕鐵線 |
|              | 中林道站                | 2014年11月17日 |                     |                          | X                  |                           |                                                                                           |
|              | 哥富拿站                | 2014年11月17日 |                     | 60個車位                 | X                  |                           |                                                                                           |
|              | 湯勤站                  | 2014年11月17日 |                     |                          | X                  |                           |                                                                                           |
|              | 狄斯站                  | 2014年11月17日 | X                   | 170個車位                | X                  | X                         |                                                                                           |
|              | 他豪站                  | 2016年2月16日  |                     |                          |                    |                           |                                                                                           |
|              | 怡陶碧谷溪站            | 2016年2月16日  |                     |                          |                    |                           |                                                                                           |
|              | 光譜站                  | 2017年5月1日   |                     |                          |                    |                           |                                                                                           |
|              | 奧比特站                | 2017年5月1日   |                     |                          |                    |                           |                                                                                           |
|              | 聯福站                  | 2017年11月22日 | X                   |                          |                    | X                         | - 經427號公路通往多倫多地鐵布魯亞－丹佛線基柏齡站 - 日後可能接駁艾靈頓輕鐵                |
|              | 基伯齡站                | 2019年         | X                   | 只供多倫多公車局乘客使用 | 與多倫多公車局共享 | X                         |                                                                                           |

行駛BRT專用道路的巴士線將分為各停線和特快線，前者各站皆停，後者則只於沿線主要大站停靠。

## 路線

### 密西沙加交通局
東段BRT專用道路於2014年11月開通後，密市交通局旗下三條路線（21號、107號和109號）的部分路段轉到該段道路運行。隨着愛連妙斯站於2015年9月7日啟用，110號線亦於同日轉到西段BRT專用道路運行。
| 路線 | 服務種類 | 起訖點                                           | 起訖點                                      |
| ---- | -------- | ------------------------------------------------ | ------------------------------------------- |
| 21   | 各停     | 市中心站                                         | 聯福站                                      |
| 87   | 各停     | 麥杜維爾鎮中心巴士總站（Meadowvale Town Centre） | 聯福站                                      |
| 107  | 特快     | 市中心站                                         | 含伯學院（9月至4月）                        |
| 107  | 特快     | 市中心站                                         | 西木商場巴士總站（5月至8月）                |
| 109  | 特快     | 麥杜維爾鎮中心巴士總站（Meadowvale Town Centre） | 基伯龄站                                    |
| 110  | 特快     | 市中心站                                         | GO通勤鐵路克拉克遜站（Clarkson GO Station） |
| 110  | 特快     | 市中心站                                         | 多倫多大學密西沙加分校                      |

### GO運輸
| 路線     | 路線             | 所停靠車站                                            |
| -------- | ---------------- | ----------------------------------------------------- |
| 19       | 密西沙加／北約克 | 狄斯站、聯福站                                        |
| 25       | 滑鐵盧／密西沙加 | 愛連妙斯站、溫斯頓·邱吉爾站                           |
| 29       | 貴湖／密西沙加   | 愛連妙斯站、溫斯頓·邱吉爾站、狄斯站、聯福站、基伯龄站 |
| 40       | 咸美頓／列治文山 | 狄斯站、聯福站                                        |
| 45/46/47 | 407號公路西段    | 愛連妙斯站                                            |

### 引用文獻
- (PDF) (报告). City of Mississauga, via Mississauga Transitway Environmental Assessment (1992), Volume 2, Appendix J: 5–6, 32–37. 1985  [2014-05-27]. （原始内容存档 (PDF)于2014-05-29）.
- (PDF) (报告) 1. City of Mississauga: 1, 27–28, 31–32, 88. 1992  [2014-05-25]. （原始内容存档 (PDF)于2014-05-29）.
- (PDF) (报告). City of Mississauga, GO Transit: 1–1, 1–2, 1–3. 2010  [2014-05-25]. （原始内容存档 (PDF)于2014-05-29）.

## 外部連結
- （英文）MiWay - Mississauga Transitway（页面存档备份，存于）－密西沙加交通局網站 密西沙加巴士快速交通系統頁面